# 愚园路1136弄
愚园路1136弄位于中華人民共和國上海市长宁区愚园路1136弄，建于1920至1930年代，弄内有十几幢别墅。

## 历史
此处31号原为王伯群旧居，抗日战争时期，为汪精卫政权在上海的活动中心。18号（原14号）为外交部长陈友仁一家在此居住，30号为茶叶家沈镇所购，面积661平方米附带400平方米花园，60号为中国人民政治协商会议上海市长宁区委员会，62号为长宁区老年大学愚园校区。
整弄在2008年起配合少年宫项目开始修缮于2009年底分三期完成。原武装部小白楼被改为少年宫音乐宫使用。已列为上海市优秀历史建筑。